# Светско првенство у пливању у малим базенима 1997.
Светско првенство у пливању у малим базенима 1997. (енгл. 3rd FINA World Swimming Championships (25m) 1997; швед. Världsmästerskapen i kortbanesimning 1997) је било треће по реду светско првенство у пливању у малим базенима (базени дужине 25 метара) одржано у организацији Међународне федерације водених спортова (FINA). Такмичење је по први пут одржано у пролетном делу године, у периоду 17 — 20. април 1997, на базену спортске дворане Скандинавијум у шведском граду Гетеборгу. На првенству је учествовало до тада рекордних 501 такмичара из 71 земље, који су се такмичили у укупно 32 дисциплине (по 16 у обе конкуренције).
Убедљиво најуспешнија нација на првенству је по други пут за редом била Аустралија, чији спортисти су освојили 19 медаља, од чега 9 златних. На другом месту је била репрезентација Кине са три златна мање (укупно 13 медаља), док су пливачи домаћина Шведске са укупно 7 медаља (по 3 злата и сребра и једном бронзом), успели да се пласирају на високо треће место на листи освајача медаља. Медаље су освајали такмичари из укупно 22 државе.
Најуспешнији појдинац на такмичењу је био аустралијски пливач Метју Дан, који је освојио три златне медаље, док су такмичење са по два злата завршили Франсиско Санчез из Венецуеле и Нејсер Бент са Кубе. Аустралијски пливачи су освојили златне медаље у тркама штафета на 4×200 слободно и 4×100 мешовито, поставивши притом и нове светске рекорде у обе дисциплине.
Код жена неколико такмичарки је освојило по две златне медаље, а најсупешнија међу њима је била Клаудија Пол из Костарике, која је поред златних медаља у тркама на 200 и 400 метара слободним стилом, у обе дисциплине испливала и нове светске рекорде. Кинескиње су освојиле сва три злата у тркама штафета, уз нове светске рекорде у обе штафете слободним стилом.
Пливачи из тадашње СР Југославије нису се такмичили на овом првенству.

## Освајачи медаља

### Мушкарци
| Дисциплина         |                                                                         | Резултат   |                                                                           | Резултат   |                                                                         | Резултат |
| 50 м слободно      | Франсиско Санчез Венецуела                                              | 21.80      | Марк Фостер Велика Британија                                              | 22.03      | Рикардо Бускетс Порторико                                               | 22.17    |
| 100 м слободно     | Франсиско Санчез Венецуела                                              | 47.86      | Густаво Боржес Бразил                                                     | 48.16      | Мајкл Клим Аустралија                                                   | 48.21    |
| 200 м слободно     | Густаво Боржес Бразил                                                   | 1:45.45    | Трент Бреј Нови Зеланд                                                    | 1:45.81    | Ларс Конрад Немачка                                                     | 1:46.44  |
| 400 м слободно     | Јакоб Карстенсен Данска                                                 | 3:43.44    | Чед Карвин Сједињене Државе                                               | 3:43.73    | Грант Хакет Аустралија                                                  | 3:43.83  |
| 1500 м слободно    | Грант Хакет Аустралија                                                  | 14:39.54   | Јерг Хофман Немачка                                                       | 14:40.67   | Грејем Смит Велика Британија                                            | 14:46.85 |
|                    |                                                                         |            |                                                                           |            |                                                                         |          |
| 100 м леђно        | Нејсер Бент Куба                                                        | 52.77      | Брајан Ретерер Сједињене Државе                                           | 53.06      | Адријан Радли Аустралија                                                | 53.36    |
| 200 м леђно        | Нејсер Бент Куба                                                        | 1:54.21    | Ванг Веј Кина                                                             | 1:54.82    | Владимир Сељков Русија                                                  | 1:55.15  |
|                    |                                                                         |            |                                                                           |            |                                                                         |          |
| 100 м прсно        | Патрик Исаксон Шведска                                                  | 59.99      | Станислав Лопухов Русија                                                  | 1:00.05    | Јенс Крупа Немачка                                                      | 1:00.18  |
| 200 м прсно        | Александар Гуков Белорусија                                             | 2:09.25    | Андреј Корнејев Русија                                                    | 2:09.28    | Јенс Крупа Немачка                                                      | 2.10.53  |
|                    |                                                                         |            |                                                                           |            |                                                                         |          |
| 100 м делфин       | Ларс Фреландер Шведска                                                  | 51.95      | Џеф Хјугил Аустралија                                                     | 51.99      | Мајкл Клим Аустралија                                                   | 52.02    |
| 200 м делфин       | Џејмс Хикман Велика Британија                                           | 1:55.55    | Денис Силантијев Украјина                                                 | 1:55.76    | Скот Гудман Аустралија                                                  | 1:55.94  |
|                    |                                                                         |            |                                                                           |            |                                                                         |          |
| 200 м мешовито     | Метју Дан Аустралија                                                    | 1:57.46    | Кристијан Келер Немачка                                                   | 1:58.35    | Рон Карно Сједињене Државе                                              | 1:59.12  |
| 400 м мешовито     | Метју Дан Аустралија                                                    | 4:06.89    | Сје Сјуфенг Кина                                                          | 4:12.52    | Кристијан Келер Немачка                                                 | 4:12.53  |
|                    |                                                                         |            |                                                                           |            |                                                                         |          |
| 4 × 100 м слободно | Немачка Ларс Конрад, Кристијан Трегер, Александер Лидериц, Ајмо Хајлман | 3:14.08    | Шведска Фредрик Леслер, Андерс Холмерс, Ола Фагерстранд, Ларс Фреландер   | 3:14.22    | Аустралија Мајкл Клим, Скот Логан, Ричард Аптон, Џефри Инглиш           | 3:14.83  |
| 4 × 200 м слободно | Аустралија Мајкл Клим, Грант Хакет, Бил Кирби, Метју Дан                | 7:02.74 СР | Шведска Андерс Лурбринг, Андерс Холмерс, Ларс Фреландер, Фредрик Леслер   | 7:05.61    | Велика Британија Пол Пламер, Ендрју Клејтон, Марк Стивенс, Џејмс Салтер | 7:05.81  |
| 4 × 100 м мешовито | Аустралија Адријан Радли, Фил Роџерс, Џеф Хјугил, Мајкл Клим            | 3:30.66 СР | Русија Владимир Сељков, Станислав Лопухов, Денис Панкратов, Роман Јегоров | 3:32.56 KР | Велика Британија Мартин Харис, Ричард Маден, Џејмс Хикман, Марк Фостер  | 3:32.61  |

### Жене
| Дисциплина         |                                                | Резултат   |                                                                      | Резултат   |                                                                      | Резултат |
| 50 м слободно      | Зандра Велкер Немачка                          | 24.70 KР   | Џени Томпсон Сједињене Државе                                        | 24.78      | Ле Ђингји Кина                                                       | 24.83    |
| 100 м слободно     | Џени Томпсон Сједињене Државе                  | 53.46      | Зандра Велкер Немачка                                                | 53.50      | Ле Ђингји Кина                                                       | 53.72    |
| 200 м слободно     | Клаудија Пол Костарика                         | 1:54.17 СР | Њен Јуен Кина                                                        | 1:56.24    | Мартина Моравцова Словачка                                           | 1:56.66  |
| 400 м слободно     | Клаудија Пол Костарика                         | 4:00.03 СР | Наташа Борон Аустралија                                              | 4:05.76    | Керстин Кјелгас Немачка                                              | 4:07.13  |
| 800 м слободно     | Наташа Борон Аустралија                        | 8:26.45    | Керстин Кјелгас Немачка                                              | 8:28.10    | Карла Гуртс Холандија                                                | 8:28.96  |
|                    |                                                |            |                                                                      |            |                                                                      |          |
| 100 м леђно        | Лу Дунгхуа Кина                                | 59.75      | Чен Јен Кина                                                         | 1:00.14    | Мисти Хајман Сједињене Државе                                        | 1:00.17  |
| 200 м леђно        | Чен Јен Кина                                   | 2:07.50    | Мисти Хајман Сједињене Државе                                        | 2:07.66    | Лија Оберстар Сједињене Државе                                       | 2:08.29  |
|                    |                                                |            |                                                                      |            |                                                                      |          |
| 100 м прсно        | Кристи Елем Аустралија                         | 1:08.27    | Алицја Пенчак Пољска                                                 | 1:08.33    | Свитлана Бондаренко Украјина                                         | 1:08.39  |
| 200 м прсно        | Кристи Елем Аустралија                         | 2:22.68    | Лариса Лакуста Румунија                                              | 2:25.60 НР | Алицја Пенчак Пољска                                                 | 2:25.62  |
|                    |                                                |            |                                                                      |            |                                                                      |          |
| 100 м делфин       | Џени Томпсон Сједињене Државе                  | 57.79 СР   | Цај Хуејђуе Кина                                                     | 57.92      | Мисти Хајман Сједињене Државе                                        | 57.95    |
| 200 м делфин       | Љу Лимин Кина                                  | 2:07.20    | Хитоми Кашима Јапан                                                  | 2:07.34    | Мисти Хајман Сједињене Државе                                        | 2:07.54  |
|                    |                                                |            |                                                                      |            |                                                                      |          |
| 200 м мешовито     | Ловис Карлсон Шведска                          | 2:11.19    | Мартина Моравцова Словачка                                           | 2:11.39    | Сју Ролф Велика Британија                                            | 2:12.39  |
| 400 м мешовито     | Ема Џонсон Аустралија                          | 4:35.18    | Забине Хербст Немачка                                                | 4:36.02    | Џоана Малар Канада                                                   | 4:37.46  |
|                    |                                                |            |                                                                      |            |                                                                      |          |
| 4 × 100 м слободно | Кина Ле Ђингји Чао На Шан Јинг Њен Јуен        | 3:34.55 СР | Немачка Симоне Осигус Антје Бушулте Катрин Мајзнер Зандра Велкер     | 3:34.69 KР | Шведска Јохана Шеберг Ловис Карлсон Малин Свахнстрем Тересе Алсхамар | 3:38.07  |
| 4 × 200 м слободно | Кина Ванг Луна Њен Јуен Чен Јен Шан Јинг       | 7:51.92 СР | Шведска Јохана Шеберг Јосефин Лилхаје Ловис Јенке, Малин Нилсон      | 7:56.04    | Аустралија Џулија Гревил Наташа Борон Лиз Маки Ема Џонсон            | 7:56.12  |
| 4 × 100 м мешовито | Кина Лу Дунгхуа Хан Сјуе Цај Хуејђуе Ле Ђингји | 3:57.83    | Сједињене Државе Лија Оберстар Аманда Берд Мисти Хајман Џени Томпсон | 3:58.94    | Аустралија Мередит Смит Кристи Елем Анџела Кенеди Сара Рајан         | 4:01.55  |

## Биланс медаља
| Позиција    | Држава           | Злато | Сребро | Бронза | Укупно |
| ----------- | ---------------- | ----- | ------ | ------ | ------ |
| 1           | Аустралија       | 9     | 2      | 8      | 19     |
| 2           | Кина             | 6     | 5      | 2      | 13     |
| 3           | Шведска          | 3     | 3      | 1      | 7      |
| 4           | Њемачка          | 2     | 6      | 5      | 13     |
| 5           | Сједињене Државе | 2     | 5      | 5      | 12     |
| 6           | Костарика        | 2     | 0      | 0      | 2      |
| 6           | Венецуела        | 2     | 0      | 0      | 2      |
| 6           | Куба             | 2     | 0      | 0      | 2      |
| 9           | Велика Британија | 1     | 1      | 4      | 6      |
| 10          | Бразил           | 1     | 1      | 0      | 2      |
| 11          | Данска           | 1     | 0      | 0      | 1      |
| 11          | Белорусија       | 1     | 0      | 0      | 1      |
| 13          | Русија           | 0     | 3      | 1      | 4      |
| 14          | Словачка         | 0     | 1      | 1      | 2      |
| 14          | Украјина         | 0     | 1      | 1      | 2      |
| 14          | Пољска           | 0     | 1      | 1      | 2      |
| 17          | Јапан            | 0     | 1      | 0      | 1      |
| 17          | Нови Зеланд      | 0     | 1      | 0      | 1      |
| 17          | Румунија         | 0     | 1      | 0      | 1      |
| 20          | Холандија        | 0     | 0      | 1      | 1      |
| 20          | Канада           | 0     | 0      | 1      | 1      |
| 20          | Порторико        | 0     | 0      | 1      | 1      |
| Укупно (22) | Укупно (22)      | 32    | 32     | 32     | 96     |